# Polymera microstictula
Polymera microstictula är en tvåvingeart som beskrevs av Alexander 1930. Polymera microstictula ingår i släktet Polymera och familjen småharkrankar. Inga underarter finns listade i Catalogue of Life.